# Sven-Eric Dahlberg
Sven-Eric Dahlberg, född 1944, är en svensk pianist och ackompanjatör inom flera olika musikgenrer, mestadels i Göteborg. Dahlberg arrangerar musik och arbetar även som kompositör. Han har varit kapellmästare i TV-produktioner som Jubel i busken, Låt hjärtat va me, Publikfriarna, I Myggans vänkrets och På spåret. 
Dahlberg är mest känd för sitt samarbete med Sonya Hedenbratt, som han ackompanjerade i närmare 30 år.. Han har även varit kapellmästare i Tomas von Brömssens revyer på Lisebergsteatern i Göteborg. På senare år har han arbetat med olika musikprogram på Göteborgsoperan.
Dahlberg har medverkat på ett flertal inspelningar genom åren. Hans debutalbum gavs ut 1994 med titeln Sven-Eric Dahlberg 1, 2, 3.  Han är sedan i maj 1999 ordförande i Föreningen Jazz i Göteborg/Jazzklubben Nefertiti.
Dahlberg har erhållit Göteborgs Stads förtjänsttecken i guld.